# Keresztes család (várhegyi)
A várhegyi gróf Keresztes család egy rövid életű magyar főnemesi család volt a XVII-XVIII. században.

## Története
A történelem folyamán több család is felbukkant Keresztes névvel, de közülük csak a várhegyi előnevet használó emelkedett a főnemesek közé.
A család eredetileg a sárpataki Nagy nevet viselte. Nagy Miklós két fia közül Márton terjesztette tovább a családot. Ez a Márton, akit 1649 és 1677 között említenek, többek között ítélőmester és tanácsos volt, saját nevét csak Sárpatakinak írta. Ő szerezte a családjának többek között Alsóoroszi birtokát is. Jármy Erzsébettől született legidősebb fiát, ugyancsak Mártonnak hívták. Kolozsváron tanult, majd áttért a katolikus hitre. Rákóczy forradalma idején tétlen maradt, hol Görgényben, hol Nagyszebenben tartózkodott. 1709-ben Bécsben járt küldöttként, majd grófi címet kapott várhegyi előnévvel, később pedig küküllői főispánná nevezték ki. Daniel Máriától legalább kilenc gyermeke született, de három fia közül egyik sem érte meg a felnőttkort, így a Keresztes család férfi ágon a grófságot kapott Mártonnal 1727-ben ki is halt.